# Aniceta Frisetti
Aniceta Frisetti (Torino, 1846 – Torino, 28 ottobre 1920) fu una filantropa italiana, membro della famiglia Agnelli per matrimonio con Edoardo, il capostipite; è la madre di Giovanni Agnelli, fondatore della Fiat.

## Biografia
Figlia di Giovanni e di Anna Lavista, il padre, appartenente ad una famiglia molto facoltosa, era stato anche in stretti rapporti d'affari con Giuseppe Francesco Agnelli, padre del primo sposo Edoardo. Aniceta partecipò, assieme ad altre nobildonne piemontesi della fine dell'800, al rilancio del bandera, creando la prima scuola-laboratorio di ricamo, con finalità artistiche ed umanitarie.
Successivamente la scuola-laboratorio prese il nome di "Scuola Bandera Piemontese Torino" e fu diretta dalla contessa Sofia Cacherano di Bricherasio. Finanziò numerose società culturali, come la prestigiosa "Accademia di canto corale Stefano Tempia" o assistenziali.
Rimasta vedova di Edoardo Agnelli nel 1871, sposò in seconde nozze Luigi Lampugnani nel 1883.
È sepolta nel Cimitero monumentale di Torino.